# Lamburda
La lamburda è un organo tipico delle pomacee, la cui gemma apicale è capace di produrre solo incrementi vegetativi di pochi millimetri. In sostanza si tratta di  particolari tipi di rami o branchette, chiamati brachiblasti, che possono terminare con una gemma a legno (lamburda vegetativa) o con una mista (lamburde fiorifere).
Inoltre le lamburde possono trovarsi insieme alle borse (tipiche delle pomacee, sono formate dalla porzione basale ingrossata degli assi infiorescenziali), riunite in caratteristiche formazioni dette "zampe di gallo".